# ウラガン級揚陸艦
ウラガン級揚陸艦（ウラガンきゅうようりくかん Transport de Chalands de Débarquement Type Ouragan）は、フランス海軍の輸送揚陸艦（TCD: ドック型輸送揚陸艦（LPD）に相当）の艦級。

## 設計
ウェルドックは全長120メートル、艦尾の門扉は幅14メートル、高さ5.5メートルであった。ドック内には水深3メートルまで漲水することができ、またドック内の自由水の動きを制御するための水路やバルブは自動的に制御されていた。EDIC汎用揚陸艇（軽戦車11両搭載可能）であれば2隻、LCM(6)型機動揚陸艇であれば18隻を収容できた。本級は常設の車両甲板を持たないため、車両や物資はこれらの上陸用舟艇に収容したままで搭載するか、あるいは長さ90メートルの仮設甲板を設けることで搭載された。この仮設甲板は15個のセクションに分解することができたが、これを設置した場合、ウェルドックの使用可能部分は減少することになった。
また輸送任務として、ウェルドックを車両甲板に転用した場合、1,500トンの装備・物資を搭載することが出来た。シュペル・フルロンであれば18機、アルエットであれば80機、AMX-13軽戦車であれば120両、DUKW水陸両用車であれば84両、ジープであれば340両、50トン積みバージであれば12隻を収容できた。これらの物資の揚降用として、ドック上には力量35トンのクレーン2基が設置されていた。
艦橋は右舷側に寄せられたアイランド型とされており、その左舷側には固定式のヘリコプター甲板が設けられている。またその後方のドック上にも、必要に応じて、長さ36メートルの移設式プラットフォームを架することができた。これは6個のセクションに分解することができた。
退役後、アルゼンチン海軍が買い取る可能性が取りざたされていたが、クレマンソー級航空母艦と同様にアスベスト問題を抱えていたため、2007年1月末には買い取り不可能との判断がアルゼンチンによってなされた。

## 同型艦
| #      | 艦名                 | 起工           | 進水           | 就役          | 退役       |
| ------ | -------------------- | -------------- | -------------- | ------------- | ---------- |
| L 9021 | ウラガン （Ouragan） | 1962年 6月20日 | 1963年 11月9日 | 1965年 6月1日 | 2007年 1月 |
| L 9022 | オラージュ （Orage） | 1966年 6月     | 1967年 4月22日 | 1968年 4月1日 | 2007年 6月 |